# Kőmíves Imre

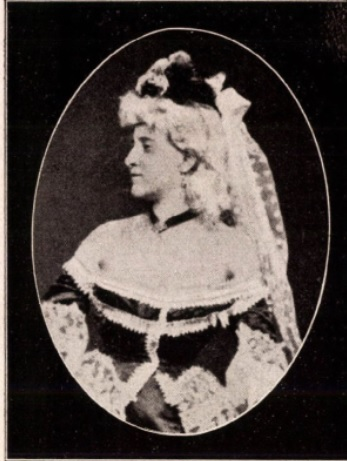
Lukács Anna, Kömíves Imréné

Kőmíves Imre; névváltozat: Csobánszky (Bodajk, 1839. október 1. – Budapest, 1921) színész, énekes, színműíró.

## Életútja
Apja Kőmives János, szintén színész volt, Fehér Károly társulatánál, Pápán, 1835-ben, de csak két évig, azután tanító lett. Édesanyja Szűts Mária. Fiuk Lepsényben járta elemi iskoláit, kollégiumi tanulmányait Pápán végezte, Eötvös Károllyal. Már ekkor írt költeményeket Boross Mihály Kalauz és Napkelet című lapjába. 1857 pünkösd másnapján színésszé lett, Szuper Károlynál Pápán és elkerült az ország majdnem minden számottevő városába; játszott komikus és énekesszerepeket (mint a Zsidó honvéd, Fodrák Miska (Csizmadia mint kísértet), Pajkos diákokban, Frici a Vén bakancsosban, Gáspár apó, Zajtai Istvás stb.). Egy időben Csobánszky néven is színészkedett.
1869-ben színtársulatot alakított, rögtön kettőt egyszerre, az egyikkel Kecskeméten, a másikkal Nagyváradon működött. Ugyanezen év július 24-én a pesti Városligetben is tartott előadásokat Pest városligeti magyar színkör cím alatt. 1870-ben Debrecenben volt szerződésben, ez év július havában a Budai Színkör tagja, 1872-ben Szegeden játszott, Mannsbergernél. 1873-ban Miklóssynál Pesten, az István téri színházban; a színház leégése után Bajára került Szuper Károlyhoz, majd ismét Miklóssyhoz Pécsre. Nála színészkedett egy időben Petőfi Zoltán is. 1882. április 15-én ülte meg működése 25 éves jubileumát, Hódmezővásárhelyen, a Vén bakancsosban. 1908-ig szerepelt színpadon. Idős korában nyomorban élt, 82 éves korában öngyilkosságot követett el.
A Magyarság 1927. augusztus 14-ei száma így jellemzi: "színész, költő, zenész és festő volt egyszemélyben, csupán páratlan talentumának adminisztrálásához nem értett sehogysem és ripacsnak maradt meg élete végéig."
Felesége Lukács Anna volt, akivel Marcaliban, Futó Jánosnál ismerkedett meg. 
Gyermekei Munkácsy Irmától:
- Baumann (Grünbaum) Károlyné Kőmíves Jolán Ida (Budapest, 1877. június 21.[5] – Budapest, 1961. július 5.)[6] akinek keresztszülei Nagy Imre színész-rendező és Benza Ida opera-énekesnő voltak. Jolán gyermekei közül Kőmíves Erzsi, Kőmíves Sándor és Kőmíves Rezső színészek lettek, Kőmíves Tibor vásári árus, Kőmíves Olivér bohóc, cirkuszművész lett.
- Kőmíves Irén (Sátoraljaújhely, 1879. augusztus 1. – Budapest, 1898. november 28.)[7] táncosnő, keresztszülei Chyzer Kornél orvos és Mánn Jolán színésznő.[8]
- Kőmíves Árpád (Losonc, 1880. szeptember 27.[9] – ?)

## Írói munkássága
Számos költeménye jelent meg Jókai Nagy tükör című humorisztikus lapjában, 1860-ban és az Üstökösben is. 1865-ben írta a Lekaszálták már a rétet című népdalt Blaha Lujza számára. Ezzel a dallal országossá tette a nevét, mert e dalt betétként az összes színpadokon énekelték a népszínművekben. Munkálkodott a Budapest részére is és ennek Új Budapest c. melléklapjában is találunk tőle verseket (1877—80). A Győri Közlöny, a szegedi Babszem Jankó és a veszprémi Függetlenség is közölte költeményeit, de dolgozott még a Székesfehérvár és Vidékébe, az Egri Lapokba, a Szabadkai Lapokba, a Pécsi Figyelőbe, a Zala—Somogyi Lapokba, stb.
Az 1870-es évek elején a Honba vezércikket írt a magyar néptanítók nyomorúságáról és a düledezett falusi népiskolákról. Ennek hatása alatt megalakult a fővárosban az első tanítói kongresszus. 1868. július havában Gondűző cím alatt Désen egy kötet adomát adott ki. 1872. január 1-től április 7-ig Pécsett Súgó címen humorisztikus lapot szerkesztett. 1879. októberében egy röpiratot írt Nem kell színikerület, hanem országos pénzalap! címen. 

## Fontosabb szerepei
- Fodrák Mihály (Szigeti J.: Csizmadia mint kísértet)
- Gáspár apó (Planquette: A corneville-i harangok)

## Színművei
- A zsidó honvéd, énekes népsz. 3 felv. Bem. 1868. november 20. (Ugyanakkor Lukácsy Sándor is írt egy hasonló című darabot, mely Aradon került színre.)
- Jön az üstökös, boh. 4 felv. Budán adták, Molnár Györgynél.
- Egy nagyratörekvő szamár, boh. 3 felv. Szeged, 1871. január 6.
- A fösvény szappanos, boh. 3 felv. Győr, 1871.
- Szurok Mihály utazása, boh. Szeged, 1877. december 4.
- Konstitució a győri színpadon, vagy a zűrzavar szatirikus boh. 3 felv. Győr, 1862.
- A mezőhegyesi huszárok, vagy nem jó a huszárral tréfálni, énekes népsz. 3 felv. Mezőhegyesen játszották 1870. nyarán.

## Működési adatai
1859: Futó; 1859–60: Szuper Károly; 1861: Győr; 1862: Gárdonyi Antal–Lossovi; 1863: Bíró; 1865: Debrecen; 1866: Aradi Gerő; 1868: Miskolc; 1870: Völgyi György, majd Szeged; 1871: Miklósy Gyula, Sztupa Andor, Szuper Károly; 1875: Balogh György; 1877: Győr; 1878: Völgyi György, Miskolc; 1879: Kassa; 1880: Losonc, Arad; 1882: Szegedy Mihály; 1883: Bogyó Alajos; 1899: Zoltán Gyula; 1900: Kárpáthy György.
Igazgatóként: 1868: Pécs, Nagyvárad, Városligeti Színkör; 1869: Debrecen; 1876: Tab.